# Internet Systems Consortium
Internet Systems Consortium (ISC) — некомерційна організація, що займається підтримкою інфраструктури всесвітньої глобальної мережі інтернет. ISC займається розробкою і підтримкою відкритого програмного забезпечення.
ISC був заснований у 1994 році Ріком Адамсом, Карлом Маламадом і Полом Віксі як Internet Software Consortium з метою розробки та підтримки еталонних реалізацій програмного забезпечення, призначеного для функціонування інтернету. У 2004 році був перейменований в Internet Systems Consortium.

## Продукти організації
ISC координує розробку, оплачує повний робочий день провідним розробникам і просто підтримує ряд пакетів програм, частина з яких відіграє важливу роль у функціонуванні сучасної мережі інтернет:
- DNS-сервер BIND ;
- DHCP-сервери ISC DHCPD та Kea;
- Сервер надання послуг IPv4 поверх інфраструктури IPv6 — AFTR (читається «after»);
- Сервер точного часу — NTPD;
- Сервер Usenet — InterNetNews (INN);
- Набір інструментів для інфраструктури реєстратора записів про політики маршрутизації — IRRToolSet;
- Набір інструментів для інфраструктури реєстратора доменів — OpenReg;
- Бібліотеку розв'язання доменних імен — libbind;

BIND, NTPD, DHCPD і INN є еталонними реалізаціями відповідних протоколів. IRRToolSet і OpenReg є, ймовірно, єдиними в своєму роді загальнодоступними продуктами.
Раніше консорціум також підтримував текстовий браузер Lynx.

## Інша діяльність
ISC підтримує один з кореневих серверів DNS — F.ROOT-SERVERS.NET.
Основне спілкування користувачів продуктів консорціуму відбувається в списках розсилки.
Також ISC надає послуги з навчання, консультацій та підтримки своїх продуктів.

## Відкрита ліцензія
ISC розробляє свої продукти під власною загальнодоступною, BSD-подібною ліцензією. За межами ISC ця ліцензія активно використовується в OpenBSD і низці дрібніших проектів. Суть ліцензії зводиться до: а) відмови від відповідальності при використанні ліцензованого продукту; б) вимогу зберігати позначку про копірайт і текст ліцензії в поширюваних копіях.